# Dreptate pentru mama mea
Dreptate pentru mama mea (titlu original: Dancing Trees, titlu alternativ: Partners in Crime) este un film dramatic thriller canadian din 2009. Filmul este regizat de Anne Wheeler după un scenariu de Joseph Nasser. În rolurile principale joacă actorii Brooke Burns, Katie Boland și Amanda Tapping.

## Scenariu
Martha (Katie Boland) este o adolescentă care suferă de autism și care locuiește cu verișoara ei Nicole (Brooke Burns) și cu mama ei, Josephine (Amanda Tapping). Viața Marthei este răvășită complet când mama sa este ucisă în fața sa și ea este trimisă la orfelinat. Nicole încearcă zadarnic să obțină custodia verișoarei sale.

## Legături externe
- Dancing Trees la Internet Movie Database